# Santa Maria de Sarroqueta
Santa Maria de Sarroqueta és una església del municipi del Pont de Suert. Està situada al poble de Sarroqueta de Barravés, de l'antic terme de Llesp, i és sufragània de la parròquia de Sant Martí de Llesp. És un monument protegit com a bé cultural d'interès local.

## Descripció
Església d'una nau amb capelles afegides al N i S. Volta de canó esfondrada. Absis desaparegut amb motiu de l'ampliació del temple. Porta a ponent sota el campanar, de planta quadrada que forma porxo d'accés. Murs d'aparell amb carreus de pedra dolenta de la zona. Restes de cobertes de lloses de pissarra. Fossar al N.-E encara utilitzat. Sarroca de Barravés consta des del 1015, però l'església de Santa Maria no apareix documentada fins al 1314, com a església inclosa en l'ardiaconat de Tremp.